# Szerbia autópályái
Ez a szócikk Szerbia autópályáit sorolja fel.
A szerbiai utak az európai közlekedési rendszer gerincét képezik. Az országban a  közutak teljes hossza 45 419 km és az összes utat a JP Putevi Srbije országos közúti építési vállalkozás tartja karban.

## Története

### Jugoszlávia

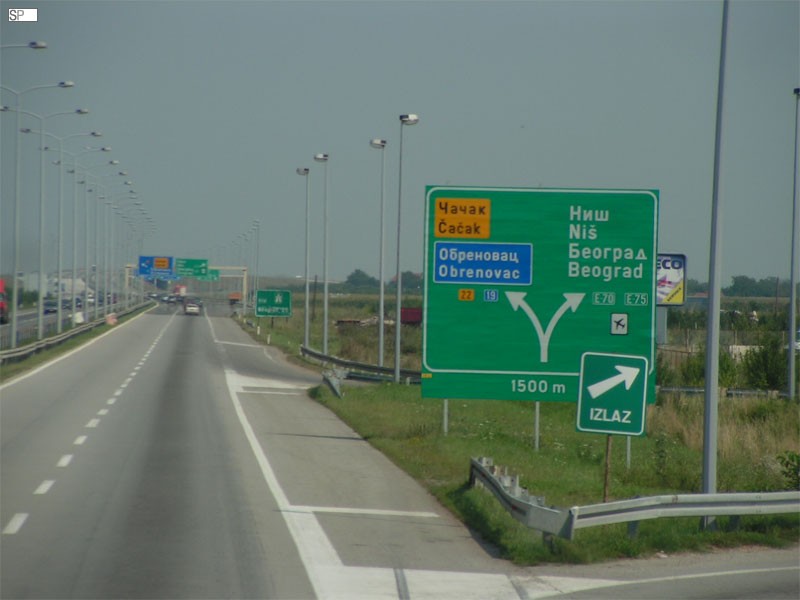
Belgrádi autópálya

Az autópályák az egykori szocialista tömbben elsősorban Jugoszláviában épültek. Valószínűleg komoly szerepet játszott ebben a nyugati minta, hiszen Belgrád mindig is megőrizte különállását a „béketábortól”, és a nyugati világgal való kapcsolatai is kiterjedtebbek voltak, mint a többi kommunista országnak.
Természetesen a növekvő igények miatt már nem volt elég a 2×1 sávos úthálózat teherbírása, ezért újjá kellett építeni, és a legforgalmasabb szakaszokon legalább 2×2 sávos autóúttá vagy inkább autópályává fejleszteni.
Ehhez Jugoszlávia már az 1970-es években részesült nyugati segítségben. Semlegessége, illetve a Kölcsönös Gazdasági Segítség Tanácsában (KGST) betöltött csupán megfigyelői státusa miatt az Európai Újjáépítési és Beruházási Banktól (EBRD) és az Európai Beruházási Banktól (EBB) is kapott anyagi támogatást gyorsforgalmi hálózatának terveihez. Természetesen az akkori Európai Gazdasági Közösség, vagyis a Közös Piac sem érdek nélkül támogatta Tito országának elképzeléseit: a nyugat számára Jugoszlávia stratégiai fontosságú volt, mert rajta keresztül lehetett eljutni – kikerülve a szovjet tömböt – a Közel-Keletre.
Ahhoz, hogy tisztábban lássuk, miért ott és úgy építették a gyorsforgalmi utakat, ahol és ahogy építették, még valamivel meg kell ismerkednünk: az úgynevezett összeurópai (páneurópai) folyosókkal vagy korridorokkal. Ezek az útvonalak azért jöttek létre, hogy a nemzetközi áruk, személyek, szolgáltatások mozgását segítsék, ezért ezen útvonalak elsőbbséget élveznek mind építésben, mind fenntartásban a többi helyi vagy regionális útszakaszhoz képest. A legfontosabbakat a TEN-hálózatba egységesítették.
A TEN (Trans-European Networks, azaz transzeurópai hálózatok) célja, hogy a közlekedési, energiaszállítási és távközlési hálózatok koordinációja révén segítse a gazdaság működését. A közlekedéspolitika így a közös piac megvalósításának eszközeként jelenik meg a TEN-t összefoglaló maastrichti szerződésben. A nizzai szerződés pedig már külön, nevesítve is kitér a transzeurópai hálózatokra. Finanszírozása:
1. Közösségi (központi költségvetés, Európai Befektetési Bank kedvezményes kölcsönei)
2. Érintett államok
3. Magántőkét is be lehet vonni.

A volt Jugoszláviát, illetve a délszláv állam helyén létrejött köztársaságokat elsősorban egy nyugat–keleti irányú, E70-esként számozott Xa jelű korridor és egy észak–déli irányú, E75-ös Xb jelű út érinti. A Nyugattal meglévő kapcsolatok és a saját érdekek is azt kívánták Belgrádtól, hogy először a nyugat-keleti irányú, (Grác)–Maribor–Ljubljana–Zágráb–Belgrád szakasz készüljön el. Elsősorban a Belgrádba bevezető és a fővárost elkerülő utak számítottak kiemelt területeknek. A szakmai indokok – a forgalomáramlás nagysága és a meglévő főút kapacitása közötti feszültség mérete – sem elhanyagolhatóak, de a politika is így akarta. Az amúgy is Szerbia - és Belgrád-központú Jugoszlávia az autópálya-építésekkel csak tovább erősítette a központi területek súlyát. Az 1970-es években aztán elkészült a tagköztársaságok székhelyeit összekötő sztráda, sőt az építkezés Niš-en át Leskovacig folytatódott.
Az észak-déli kapcsolat is egyre erősödött a szocializmus gyengülésével, így már az 1980-as években megépítették a Belgrád–Újvidék–Topolya autópályát. Ez az autópálya azonban csak félpályás volt, és – noha sehol sem voltak szintbeli kereszteződések – a szakemberek az ilyen utat inkább autóútnak hívják. A jugoszláv polgárháború első éveiben folytatódott a beruházás, így sikerült még átadni a Topolya–Szabadka–Horgos részt, de a magyar–szerb határig már nem jutottak el. Pedig a magyar oldalon már elkészült a Hegyeshalom–Győr–Budapest–Kecskemét–Szeged–Röszke határtól határig terjedő szakasz, így már autópályán lehet elérni a szaloniki és isztambuli kikötőket, illetve a Boszporuszt Közép- és Nyugat-Európából.

## Gyorsforgalmi utak

### Autópályák
| Neve | Útvonala (Érintett települések, nagyobb kereszteződések, megjegyzés)                                                                         | Teljes hossz | Használatban | Használatban | Épül    | Térkép |
| Neve | Útvonala (Érintett települések, nagyobb kereszteződések, megjegyzés)                                                                         | Teljes hossz | km           | %            | Épül    | Térkép |
| ---- | --- | ------------ | ------------ | ------------ | ------- | ------ |
| A1   | Magyarország / Horgos – Szabadka – Újvidék – Dobanovci – Belgrád – Bubanj Potok – Jagodina – Niš (A4) – Leskovac – Preševo / Észak-Macedónia | 584 km       | 584 km       | 100 %        | −       |        |
| A2   | Belgrád – Obrenovac (A1) – Čačak (A5) – Pozsega                                                                                              | 258 km       | 120 km       | 46,5 %       | 30,9 km |        |
| A3   | Horvátország / Batrovci – Sid – Árpatarló – Dobanovci (A1)                                                                                   | 94,5 km      | 94,5 km      | 100 %        | −       |        |
| A4   | Niš (A1) – Niška Banja – Dimitrovgrad / Bulgária                                                                                             | 106 km       | 106 km       | 100 %        | −       |        |
| A5   | Preljina (A2) – Kraljevo – Kruševac – Pojate (A1)                                                                                            | 106,9 km     | 0 km         | 0 %          | 0 km    |        |

### Tervek
A távolabbi tervek vannak egy Belgrád–Montenegró közötti sztrádáról.

## Díjfizetés
Szerbiában az autópálya-használatért fizetni kell. Az útdíjakat hitelkártyával illetve készpénzzel lehet fizetni helyi pénznemben (dínár), és bizonyos esetekben euróban is. 2020-ban 5 kategóriában különböztetnek meg. A személygépjárművek az 1-es kategóriába tartoznak, de csak akkor ha a motortér magassága nem haladja meg a 130 cm-t.Az átlagár ebben az évben a személygépjárművekre: 5€ / 100 km.

### Kategóriák
- 1a: motorkerékpárok, három illetve négykerekű járművek.
- 1: kéttengelyű és legfeljebb 1,3 m magasságú gépjárművek.Kisteherautón a teljes magasság 1,9 m lehet, amelyek maximális tömege nem haladja meg a 3500 kg-ot
- 2: kéttengelyes és legfeljebb 1,3 m magasságú gépjárművek pótkocsikkal (utánfutóval),Kisteherautón (utánfutóval) a teljes magasság 1,9 m, melynek megengedett legnagyobb tömege 3500 kg.
- 3: két vagy három tengelyes, az első tengelyen mérve magasabb 1,3 m-es kisteherautók (akár pótkocsival is), melyek legnagyobb tömege meghaladja a 3500 kg-t.
- 4: négy vagy annál több tengelyű járművek (beleértve a pótkocsik tengelyeit is), amelyek magassága meghaladja az 1,3 m-t, az első tengelyen mérve, amelyek megengedett tömege meghaladja a 3500 kg-t.

## Fordítás
- Ez a szócikk részben vagy egészben  a   Roads in Serbia című angol Wikipédia-szócikk fordításán alapul.  Az eredeti cikk szerkesztőit annak laptörténete sorolja fel. Ez a jelzés csupán a megfogalmazás eredetét és a szerzői jogokat jelzi, nem szolgál a cikkben szereplő információk forrásmegjelöléseként.